# Oberdorf (Mittelstetten)
Oberdorf ist ein Ortsteil der Gemeinde Mittelstetten im oberbayerischen Landkreis Fürstenfeldbruck. 

## Lage
Das Kirchdorf liegt circa eineinhalb Kilometer südwestlich von Mittelstetten.

## Geschichte
Oberdorf gehörte zum Landgericht Mering. Im 13./14. Jahrhundert wird ein Ortsadel urkundlich erwähnt, von dem mehrere Angehörige das Marschallamt am Hof des Augsburger Bischofs innehatten. Der wichtigste Grundherr war das Kloster Fürstenfeld.
Bis zur Gemeindegebietsreform war Oberdorf ein Ortsteil der eigenständigen Gemeinde Baierberg. Sie wurde im Zuge der Gemeindegebietsreform zum 1. Juli 1972 aufgelöst und Oberdorf kam zu Mittelstetten.

## Baudenkmäler
Siehe auch: Liste der Baudenkmäler in Oberdorf
- Katholische Filialkirche St. Sebastian

## Bodendenkmäler
Siehe: Liste der Bodendenkmäler in Mittelstetten (Oberbayern)